# Dywan

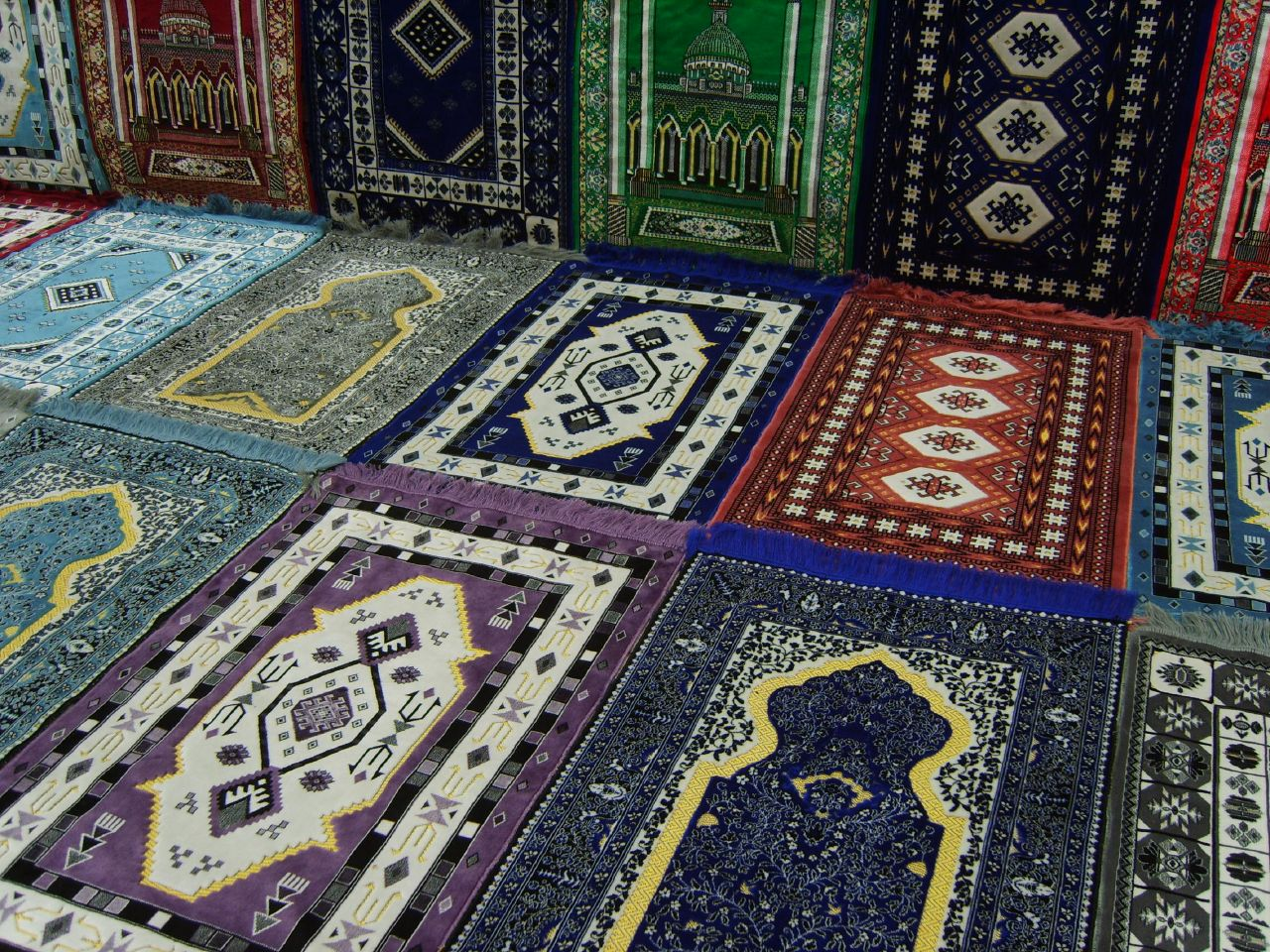
Dywany w Kairuan (Tunezja).

Dywan – tkanina dekoracyjna przeznaczona do pokrycia pewnych płaszczyzn (najczęściej podłóg, czasem także ścian).
Szacuje się, że dywany pojawiły się prawdopodobnie w Azji Centralnej między III a II tysiącleciem p.n.e. Najstarszym znanym nam dywanem jest tzw. Pazyryk. Został on odkryty przez rosyjskiego archeologa – Sergieja Rudenko – w 1949 roku. Odkrycie miało miejsce w dolinie Pazyryka na Syberii Południowej, przy granicy z Mongolią. Naukowcy wstępnie szacują datę Pazyryka na około 500 r. p.n.e., lecz biorąc pod uwagę sposób jego wykonania, domniema się, że jego tradycja może być starsza o kolejne 500 lat.
Dywan widnieje także na fladze Turkmenistanu.
Słowo dywan, według językoznawcy Aleksandra Brücknera, pochodzi od tureckiego diwan („rada, biuro”), a to z kolei z języka perskiego, gdzie oznacza „trybunał”.
Dywany mają różne kształty, kolory i rozmiary.